# مخلوط‌کننده فرکانس

نماد مخلوط‌کننده فرکانس

در الکترونیک، مخلوط‌کننده (به انگلیسی: mixer) یا میکسر یا مخلوط‌کننده فرکانس، یک مدار الکتریکی است که فرکانس‌های جدیدی را از دو سیگنال اعمال شده به آن ایجاد می‌کند. در رایج‌ترین کاربرد آن، دو سیگنال به یک مخلوط‌کننده اعمال می‌شود و سیگنال‌های جدیدی را در مجموع و تفاضل فرکانس‌های اصلی تولید می‌کند. سایر اجزای فرکانس نیز ممکن است در یک مخلوط‌کننده فرکانس عملی تولید شوند.
مخلوط‌کننده‌ها به‌طور گسترده‌ای برای جابجایی سیگنال‌ها از یک محدوده فرکانسی به محدوده دیگر استفاده می‌شوند، فرآیندی که به‌عنوان هتروداین‌سازی شناخته می‌شود، برای راحتی در انتقال یا پردازش سیگنال بیشتر. به‌عنوان مثال، یکی از اجزای کلیدی گیرنده سوپرهتروداین، مخلوط‌کننده است که برای انتقال سیگنال‌های دریافتی به فرکانس میانی مشترک استفاده می‌شود. مخلوط‌کننده‌های فرکانس نیز برای مدوله‌کردن سیگنال حامل در فرستنده‌های رادیویی استفاده می‌شوند.

## انواع
ویژگی اساسی یک مخلوط‌کننده این است که یک مولفه در خروجی خود تولید می‌کند که حاصل‌ضرب دو سیگنال ورودی است. هر دو مدار فعال و غیرفعال می‌توانند مخلوط‌کننده‌ها را تحقق‌بخشند. مخلوط‌کننده‌های غیرفعال از یک یا چند دیود استفاده می‌کنند و به رابطه غیرخطی بین ولتاژ و جریان برای تأمین عنصر ضربی تکیه می‌کنند. در یک مخلوط‌کننده غیرفعال، سیگنال خروجی مورد نظر همیشه توان کمتری نسبت به سیگنال‌های ورودی دارد.
مخلوط‌کننده‌ها همچنین ممکن است براساس توپولوژی آنها طبقه‌بندی شوند:
- یک مخلوط‌کننده‌ نامتعادل، علاوه بر تولید سیگنال حاصل‌ضربی، به هر دو سیگنال ورودی اجازه عبور می‌دهد و به عنوان موالفه‌ای در خروجی ظاهر می‌شود.
- یک مخلوط‌کننده‌ متعادل تک با یکی از ورودی‌هایش به یک مدار متعادل (تفاضلی) اعمال می‌شود به طوری که نوسان‌ساز محلی (LO) یا ورودی سیگنال (RF) در خروجی سرکوب می‌شود، اما نه هر دو.
- یک مخلوط‌کننده متعادل دوگانه هر دو ورودی خود را به مدارهای تفاضلی اعمال می‌کند، به طوری که هیچ‌یک از سیگنال‌های ورودی و فقط سیگنال حاصل‌ضرب در خروجی ظاهر می‌شود.[۱] مخلوط‌کننده‌های متعادل دوگانه پیچیده‌تر هستند و به سطوح راه‌اندازی بالاتری نسبت به طرح‌های نامتعادل و متعادل تک نیاز دارند.

انتخاب نوع مخلوط‌کننده یک بده و بستان برای یک کاربرد خاص است.
مدارهای مخلوط‌کننده با ویژگی‌هایی مانند بهره تبدیل (یا تلفات)، عدد نویز و غیرخطسانی مشخص می‌شوند.

### دیود
برای ایجاد یک مخلوط‌کننده ساده نامتعادل می‌توان از دیود استفاده کرد. این نوع مخلوط‌کننده فرکانس‌های اصلی و مجموع و تفاضل آنها را تولید می‌کند. ویژگی مهم دیود غیرخطسانی (یا رفتار غیر-اهمی) آن است، به این معنی که پاسخ (جریان) آن با ورودی (ولتاژ) آن متناسب نیست. دیود فرکانس‌های ولتاژ راه‌اندازی خود را در جریان عبوری از خود بازتولید نمی‌کند، که امکان دستکاری فرکانس مورد نظر را فراهم می‌کند.

### کلیدزنی
شکل دیگری از مخلوط‌کننده با کلیدزنی کار می‌کند که معادل ضرب سیگنال ورودی در یک موج مربعی است. در یک مخلوط‌کننده با متعادل-دوگانه، سیگنال ورودی (کوچکتر) به‌طور متناوب با توجه به فاز نوسان‌ساز محلی (LO) وارون یا ناوارون می‌شود؛ یعنی سیگنال ورودی به‌طور مؤثر در یک موج مربعی ضرب می‌شود که بین ۱+ و -۱ با نرخ LO متناوب می‌شود.
در یک مخلوط‌کننده کلیدزنی متعادل-تک، سیگنال ورودی به‌طور متناوب ارسال یا مسدود می‌شود؛ بنابراین سیگنال ورودی به‌طور مؤثر در یک موج مربعی که بین ۰ و +۱ متناوب است ضرب می‌شود. این باعث می‌شود که موالفه‌های فرکانس سیگنال ورودی همراه با حاصل‌ضرب در خروجی وجود داشته باشد، زیرا سیگنال ضرب‌سازی را می‌توان به عنوان یک موج مربعی با افست DC (یعنی یک مولفه با فرکانس صفر) مشاهده کرد.
مدار مخلوط‌کننده را می‌توان نه تنها برای جابجایی فرکانس سیگنال ورودی مانند یک گیرنده، بلکه به عنوان آشکارساز حاصل‌ضربی، مدوله‌ساز، آشکارساز فاز یا ضرب‌کننده فرکانس استفاده کرد. به عنوان مثال، یک گیرنده مخابراتی ممکن است شامل دو طبقه مخلوط‌کننده برای تبدیل سیگنال ورودی به فرکانس میانی باشد و مخلوط‌کننده دیگری که به عنوان آشکارساز برای وامدولش (به انگلیسی: demodulation) سیگنال استفاده می‌شود.